# Lysimachia chapaensis
Lysimachia chapaensis är en viveväxtart som beskrevs av Elmer Drew Merrill. Lysimachia chapaensis ingår i släktet lysingar, och familjen viveväxter. Inga underarter finns listade i Catalogue of Life.